# 埃佩克斯 (密蘇里州)
埃佩克斯（英語：Apex）是位於美國密蘇里州林肯縣的非建制地區。

## 歷史
埃佩克斯的郵局於1880年設立，其後於1941年停運。該地於1925年時共有人口28人。

## 地理
埃佩克斯所處的海拔為高於海平面135米（即443英呎），而該地所採用的時區為UTC-6，即北美中部時區（CST）。同時該地設有夏令時間，為UTC-6調快一小時，即UTC-5（CDT）。